# Рушевине гробљанске цркве у селу Дрен
Рушевине гробљанске цркве у селу Дрен, насељеном месту на територији општине Лепосавић, на Косову и Метохији, представљају непокретно културно добро као споменик културе.
Налази се са десне стране Дренске реке око километар и по северно од магистралног пута који пролази кроз Дрен. Гробљанска црква у селу Дрен је грађена од преитесаног и тесаног камена. На западном делу наоса, изнад улаза, налази се масиван камени блок од пешчара на којем су плитко издубљене три нише, са још увек видљивим траговима фреско малтера. На основу градитељских и стилских одлика претпоставља се да црква потиче из 17. или 18. века. Припадала је уобичајном типу цркава које су Срби подизали под Турском влашћу.

## Основ за упис у регистар
Одлука о утврђивању остатака гробљанске цркве у Дрену за археолошко налазиште, бр. 1430 (Сл. гласник РС бр. 51 од 13. 11. 1997) Закон о културним добрима (Сл. гласник РС бр. 71/94).